# Caterpillar Vol.4
Caterpillar Vol.4 è una compilation di brani trasmessi nella quarta edizione della trasmissione radiofonica Caterpillar, in onda su Radio 2. La compilation fa parte della serie dal titolo Caterpillar. Quando il fine giustifica gli automezzi ed è stata pubblicata nell'estate del 2001. Il disco contiene 18 brani di autori vari.

## Autori presenti sul disco
La musica del Centro e del Sud America è rappresentata nel disco dal cantante dominicano Luis Vargas , dal brasiliano Márcio Faraco, dai messicani Café Tacuba e dagli haitiani King posse.
I gruppi italiani contenuti nella raccolta vanno dai torinesi Mau Mau ai calabresi Il Parto delle Nuvole Pesanti, dai romani Nuove tribù Zulù ai baresi Folkabbestia, dai Rasàli di Velletri ai Mar dei sargassi della colonna sonora di Sud Side Stori.
Il mondo francofono è rappresentato dalla camerunese Sally Nyolo, con il suo mix di Africa occidentale e di mondo urbano parigino, dal reggae/rub-a-dub occitano dei Massilia Sound Systeme dal jazzista algerino Maurice El Médioni.
Il disco è completato da un brano degli statunitensi The Iguanas da New Orleans, dal chitarrista inglese Justin Adams, dai rumeni Pamunt Rom group, dai neo-zelandesi Te Vaka e dai Seychelles all stars.

## Tracce
1. Original di Sally Nyolo (S. Nyolo) 3:43
2. Oye, Isabel dei The Iguanas (R. Hodges) 4:30
3. Qu'elle est bleue dei Massilia Sound System (R. Mazzarino, F. Ridel) 4:40
4. Temporale dei Mau Mau (L. Morino, F. Barovero) 4:46
5. Tranquila di Luis Vargas (J. Garcia) 4:02
6. Wayward di Justin Adams (Adams, Miller) 4:18
7. Ciranda di Márcio Faraco (M. Faraco, G. Pedrin) 3:30
8. Ciani de Il Parto delle Nuvole Pesanti (De Siena, Voltarelli, Mellace) 3:28
9. Mi sto librando nell'aria dei Nuove tribù Zulù (A. Camerini, P. Camerini, R. Bernini, A. Quintarelli) 3:14
10. Totul pentru muzicá del Pamunt Rom group (Pamunt Rom group) 2:28
11. Et puorquoi? dei Folkabbestia (O. Mannarini) 2:24
12. Pate pate dei Te Vaka (O. Foa'i, M. Smith) 3:16
13. Ya Maalem di Maurice El Médioni (M. El Médioni) 4:47
14. Ojalá que llueva cafè dei Café Tacuba (J. L. Guerra) 3:27
15. Son lesclav dei Seychelles all stars (J. Vital) 3:52
16. Tango di Rasàli (C. Mattei, S. Presciutti) 5:15
17. Retounen dei King posse (H. Roc, F. Lizaire) 4:40
18. Sud side stori dei Mar dei sargassi (G.De Crescenzo, L. Gemma, L. Moscini) 5:47